# Les Ferres
Les Ferres – miejscowość i gmina we Francji, w regionie Prowansja-Alpy-Lazurowe Wybrzeże, w departamencie Alpy Nadmorskie.
Według danych na rok 1990 gminę zamieszkiwało 36 osób, a gęstość zaludnienia wynosiła 3 osoby/km² (wśród 963 gmin regionu Prowansja-Alpy-W. Lazurowe Les Ferres plasuje się na 751. miejscu pod względem liczby ludności, natomiast pod względem powierzchni na miejscu 645.).